# Ebrahim Raisi
Sayyid Ebrahim Raisol-Sadati (tiếng Ba Tư: سید ابراهیم رئیس‌ الساداتی) (14 tháng 12 năm 1960  –  19 tháng 5 năm 2024), thường được gọi là Ebrahim Raisi (tiếng Ba Tư: ابراهیم رئیسی), là một chính trị gia theo đường lối bảo thủ và nguyên tắc người Iran, Luật gia Hồi giáo và là Tổng thống Iran sau cuộc bầu cử Tổng thống Iran năm 2021, cho đến khi thiệt mạng vào ngày 19 tháng 5 năm 2024.
Raisi đã đảm nhiệm một số vị trí trong hệ thống tư pháp của Iran, chẳng hạn như Phó Chánh án Tòa án Tối cao (2004–2014), Tổng Công tố viên (2014–2016) và Chánh án Tòa án Tối cao (2019 – nay). Ông cũng là Công tố viên và Phó Công tố viên của Tehran trong những năm 1980 và 1990, trong thời gian đó ông giám sát việc hành quyết hàng nghìn nhà bất đồng chính kiến và tù nhân. Ông là Giám đốc điều hành và Chủ tịch của Astan Quds Razavi, một doanh nghiệp nhà nước, từ năm 2016 đến năm 2019. Ông cũng là thành viên của Hội đồng chuyên gia tỉnh Nam Khorasan, được bầu lần đầu tiên trong cuộc bầu cử năm 2006. Ông là con rể của người đứng đầu buổi cầu nguyện Thứ Sáu Mashhad và Grand Imam của đền Imam Reza, Ahmad Alamolhoda.
Raisi tranh cử tổng thống vào năm 2017 với tư cách là ứng cử viên của Mặt trận Bình dân bảo thủ Lực lượng Cách mạng Hồi giáo, nhưng thua Tổng thống đương nhiệm theo đường lối chính trị ôn hòa Hassan Rouhani, 57% đến 38,3%. Ông là một trong bốn người trong ủy ban công tố, chịu trách nhiệm về vụ hành quyết hàng nghìn tù nhân chính trị ở Iran vào năm 1988 và do đó được các đối thủ của chính phủ và một số phương tiện truyền thông phương Tây gán cho biệt hiệu "ủy ban tử hình". Ông bị Văn phòng Kiểm soát Tài sản Nước ngoài của Hoa Kỳ trừng phạt theo Sắc lệnh hành pháp 13876. Ông cũng bị các tổ chức nhân quyền quốc tế và báo cáo viên đặc biệt của Liên hợp quốc buộc tội chống lại loài người. Raisi tranh cử thành công tổng thống lần thứ hai vào năm 2021, kế nhiệm Hassan Rouhani, người có nhiệm kỳ.
Ông cùng Ngoại trưởng Hossein Amir-Abdollahian đã thiệt mạng vào ngày 19 tháng 5 năm 2024 trong vụ rơi trực thăng ở Varzaqan.